# Тайгер-Пойнт (Флорида)
Тайгер-Пойнт (англ. Tiger Point) — переписна місцевість (CDP) в США, в окрузі Санта-Роза штату Флорида. Населення — 3342 особи (2020).

## Географія
Тайгер-Пойнт розташований за координатами 30°22′44″ пн. ш. 87°3′31″ зх. д. / 30.37889° пн. ш. 87.05861° зх. д. (30.378856, -87.058673).  За даними Бюро перепису населення США в 2010 році переписна місцевість мала площу 9,49 км², з яких 3,64 км² — суходіл та 5,85 км² — водойми.

## Демографія
Згідно з переписом 2010 року, у переписній місцевості мешкало 3090 осіб у 1271 домогосподарстві у складі 945 родин. Густота населення становила 326 осіб/км².  Було 1374 помешкання (145/км²).
Расовий склад населення:
| - 94,6 % — білих - 1,9 % — азіатів - 0,8 % — чорних або афроамериканців - 0,4 % — вихідців з тихоокеанських островів - 0,2 % — корінних американців |

До двох чи більше рас належало 1,7 %. Частка іспаномовних становила 3,4 % від усіх жителів.
За віковим діапазоном населення розподілялося таким чином: 22,4 % — особи молодші 18 років, 57,0 % — особи у віці 18—64 років, 20,6 % — особи у віці 65 років та старші. Медіана віку мешканця становила 45,5 року. На 100 осіб жіночої статі у переписній місцевості припадало 90,7 чоловіків;  на 100 жінок у віці від 18 років та старших — 87,9 чоловіків також старших 18 років.
Середній дохід на одне домашнє господарство  становив 90 539 доларів США (медіана — 83 974), а середній дохід на одну сім'ю — 98 638 доларів (медіана — 87 500). За межею бідності перебувало 3,1 % осіб, у тому числі 0,0 % дітей у віці до 18 років та 7,1 % осіб у віці 65 років та старших.
Цивільне працевлаштоване населення становило 1497 осіб. Основні галузі зайнятості: освіта, охорона здоров'я та соціальна допомога — 22,4 %, фінанси, страхування та нерухомість — 14,4 %, публічна адміністрація — 12,6 %.